# アビスパ福岡の選手一覧
アビスパ福岡の選手一覧（アビスパふくおかのせんしゅいちらん）は、アビスパ福岡に所属している選手・監督・コーチの一覧。

## 現役選手・監督

### スタッフ
| 役職             | 氏名     | 生年月日（年齢）       | 前職                            | 在職年   | 備考                            |
| 監督             | 金明輝   | 1981年5月8日（44歳）   | FC町田ゼルビア ヘッドコーチ     | 2025年 - | 新任                            |
| ヘッドコーチ     | 塚原真也 | 1985年4月2日（40歳）   | FC大阪 監督                     | 2025年 - | 新任 2024年はコーチ             |
| コーチ           | 桑原勇斗 | 1987年10月11日（37歳） | FC延岡AGATA 監督                | 2025年 - | 新任                            |
| コーチ           | 埴田健   | 1982年4月5日（43歳）   | FC琉球OKINAWA 分析コーチ        | 2025年 - | 新任                            |
| GKコーチ         | 塚本秀樹 | 1973年8月9日（52歳）   | アビスパ福岡 アカデミーGKコーチ | 2019年 - | 1996年 - 2005年は選手として在籍 |
| フィジカルコーチ | 野田直司 | 1981年12月4日（43歳）  | サガン鳥栖 フィジカルコーチ     | 2025年 - | 新任                            |

### 選手
| Pos | No. | 選手名                   | 生年月日（年齢）       | 前所属                       | 在籍年                      | HG選手 | 備考                                                                            |
| GK  | 1   | 永石拓海                 | 1996年1月31日（29歳）  | セレッソ大阪                 | 2021年 -                    | -      | 2021年は期限付き移籍                                                            |
| GK  | 24  | 小畑裕馬                 | 2001年11月7日（23歳）  | ベガルタ仙台                 | 2025年 -                    | -      | 新加入                                                                          |
| GK  | 31  | 村上昌謙                 | 1992年8月7日（33歳）   | 水戸ホーリーホック           | 2020年 -                    | -      |                                                                                 |
| GK  | 51  | 菅沼一晃                 | 2001年9月12日（23歳）  | 福岡大学                     | 2024年 -                    | -      | 新加入 2023年は特別指定選手として在籍                                           |
|     |     |                          |                        |                              |                             |        |                                                                                 |
| DF  | 2   | 湯澤聖人                 | 1993年10月10日（31歳） | ヴァンフォーレ甲府           | 2020年 -                    | -      |                                                                                 |
| DF  | 3   | 奈良竜樹                 | 1993年9月19日（31歳）  | 鹿島アントラーズ             | 2021年 -                    | -      | 2021年は期限付き移籍                                                            |
| DF  | 5   | 上島拓巳                 | 1997年2月5日（28歳）   | 横浜F・マリノス              | 2020年 2025年 -             | -      | 再加入 2020年は期限付き移籍                                                     |
| DF  | 16  | 小田逸稀                 | 1998年7月16日（27歳）  | 鹿島アントラーズ             | 2023年 -                    | -      |                                                                                 |
| DF  | 19  | キム・ムンヒョン         | 2001年5月17日（24歳）  | FKヤヴォル・イヴァニツァ     | 2025年 -                    | -      | 新加入                                                                          |
| DF  | 20  | 安藤智哉                 | 1999年1月10日（26歳）  | 大分トリニータ               | 2025年 -                    | -      | 新加入 日本代表                                                                 |
| DF  | 29  | 前嶋洋太                 | 1997年8月12日（28歳）  | 横浜FC                       | 2022年 -                    | -      |                                                                                 |
| DF  | 37  | 田代雅也                 | 1993年5月1日（32歳）   | サガン鳥栖                   | 2023年7月 -                 | -      |                                                                                 |
| DF  | 40  | 池田樹雷人               | 1996年9月17日（28歳）  | FC町田ゼルビア               | 2024年7月 -                 | -      | 2024年は期限付き移籍                                                            |
| DF  | 47  | 橋本悠                   | 2002年6月7日（23歳）   | 福岡大学                     | 2025年 -                    | -      | 新加入 2024年は特別指定選手として在籍                                           |
| DF  | 77  | 志知孝明                 | 1993年12月27日（31歳） | サンフレッチェ広島           | 2021年 - 2022年 2025年 -    | -      | 再加入 期限付き移籍                                                             |
|     |     |                          |                        |                              |                             |        |                                                                                 |
| MF  | 6   | 重見柾斗                 | 2001年9月20日（23歳）  | 福岡大学                     | 2024年 -                    | -      |                                                                                 |
| MF  | 8   | 紺野和也                 | 1997年7月11日（28歳）  | FC東京                       | 2023年 -                    | -      |                                                                                 |
| MF  | 11  | 見木友哉                 | 1998年3月28日（27歳）  | 東京ヴェルディ               | 2025年 -                    | -      | 新加入                                                                          |
| MF  | 14  | 名古新太郎               | 1996年4月17日（29歳）  | 鹿島アントラーズ             | 2025年 -                    | -      | 新加入                                                                          |
| MF  | 15  | 秋野央樹                 | 1994年10月8日（30歳）  | V・ファーレン長崎            | 2025年 -                    | -      | 新加入                                                                          |
| MF  | 25  | 北島祐二                 | 2000年8月4日（25歳）   | 東京ヴェルディ               | 2019年 - 2022年 2024年 -    | 〇     | 再加入 期限付き移籍から復帰 2018年は2種登録選手として在籍 ユース出身 小郡市出身 |
| MF  | 88  | 松岡大起                 | 2001年6月1日（24歳）   | グレミオ・ノヴォリゾンチーノ | 2024年 -                    | -      | 元日本代表                                                                      |
|     |     |                          |                        |                              |                             |        |                                                                                 |
| FW  | 9   | シャハブ・ザヘディ       | 1995年8月18日（30歳）  | ペルセポリスFC               | 2024年3月 -                 | -      | 2024年は期限付き移籍 イラン代表                                                 |
| FW  | 10  | 城後寿                   | 1986年4月16日（39歳）  | 国見高校                     | 2005年 -                    | 〇     | 久留米市出身                                                                    |
| FW  | 13  | ナッシム・ベン・カリファ | 1992年1月13日（33歳）  | サンフレッチェ広島           | 2024年 -                    | -      |                                                                                 |
| FW  | 17  | ウェリントン             | 1988年2月11日（37歳）  | 湘南ベルマーレ               | 2015年 - 2017年 2023年3月 - | -      |                                                                                 |
| FW  | 18  | 岩崎悠人                 | 1998年6月11日（27歳）  | サガン鳥栖                   | 2024年 -                    | -      | 日本代表                                                                        |
| FW  | 22  | 藤本一輝                 | 1998年7月29日（27歳）  | FC町田ゼルビア               | 2025年 -                    | -      | 新加入                                                                          |
| FW  | 27  | 碓井聖生                 | 2001年7月20日（24歳）  | カターレ富山                 | 2025年6月 -                 | -      | 新加入                                                                          |
| FW  | 32  | サニブラウン・ハナン     | 2006年7月3日（19歳）   | アビスパ福岡 U-18            | 2025年 -                    | 〇     | 新加入                                                                          |
| FW  | 50  | 佐藤颯之介               | 2003年7月6日（22歳）   | 宮崎産業経営大学在学中       | 2025年3月 -                 | -      | 特別指定選手                                                                    |

### 加入内定選手
| Pos | 選手名     | 生年月日（年齢）     | 加入年 | 現在所属先       | 備考 |
| FW  | 佐藤颯之介 | 2003年7月6日（22歳） | 2026年 | 宮崎産業経営大学 |      |

### 期限付き移籍加入の選手
- 名前が太字は、育成型期限付き移籍。
- 移籍元が太字は、当該選手が移籍元と対戦する公式戦に出場不可。

| Pos | 選手名   | 生年月日（年齢）       | 移籍元             | 移籍期間                     | 備考 |
| DF  | 志知孝明 | 1993年12月27日（31歳） | サンフレッチェ広島 | 2025年2月1日 - 2026年1月31日 |      |

### 期限付き移籍中の選手
- 名前が太字は、育成型期限付き移籍。
- 移籍先が太字は、当該選手が福岡と対戦する公式戦に出場不可。

| Pos | 選手名   | 生年月日（年齢）      | 在籍年             | HG選手 | 移籍先           | 移籍期間                      | 備考                                    |
| DF  | 森山公弥 | 2002年4月4日（23歳）  | 2021年 - 2024年    | ○      | 愛媛FC           | 2025年2月1日 - 2026年1月31日  | U-18出身                                |
| DF  | 井上聖也 | 1999年11月9日（25歳） | 2022年 - 2025年8月 | -      | 徳島ヴォルティス | 2025年8月15日 - 2026年1月31日 | 2021年は特別指定選手として在籍          |
| FW  | 鶴野怜樹 | 2001年1月26日（24歳） | 2023年 - 2024年    | -      | 愛媛FC           | 2025年2月1日 - 2026年1月31日  | 2021年 - 2022年は特別指定選手として在籍 |
| FW  | 前田一翔 | 2006年6月16日（19歳） | 2025年 - 同年8月   | 〇     | カターレ富山     | 2025年8月12日 - 2026年1月31日 | 2023年は2種登録選手として在籍 U-18出身  |

## 外国籍選手
| 2部リーグ制前            |                                           |                                            |                                                 |                                 |                                    |                                    |                    |                     |          |
| 年                       | 一般                                      | 一般                                       | 一般                                            | 一般                            |                                    |                                    |                    |                     |          |
| 1996                     | トログリオ                                | バエス                                     | マジョール                                      | マラドーナ                      | --                                 | --                                 |                    |                     |          |
| 1997                     | バスケス                                  | リエップ                                   | ロッシ                                          | カラセード (-5月) オビク (7月-) | パブロ (97年途中入団→98年途中退団) | --                                 |                    |                     |          |
| 1998                     | フェルナンド                              | マルコス (3月-4月) ボージョヴィッチ (7月-) | デュカノヴィッチ (7月-)                         | オビク (途中退団)               | パブロ (97年途中入団→98年途中退団) | ヴィジャマジョール (9月-)          |                    |                     |          |
| 2部リーグ制後            |                                           |                                            |                                                 |                                 |                                    |                                    |                    |                     |          |
| 年                       | 一般                                      | 一般                                       | 一般                                            | 条件付き                        | 条件付き                           | 条件付き                           | 条件付き           |                     |          |
| 年                       | 1                                         | 2                                          | 3                                               | C契約                           | 在日枠                             | AFC国籍枠                          | 提携国枠           |                     |          |
| 1999                     | フェルナンド                              | マスロバル                                 | ヴィジャマジョール (-8月) ラニエリ (8月-)       | --                              | --                                 | 未施行                             | 未施行             |                     |          |
| 2000                     | モントージャ                              | バデア                                     | ラニエリ (-2月) ビスコンティ (7月-)             | サンドナ (-3月)                 | --                                 | 未施行                             | 未施行             |                     |          |
| 2001                     | ヴィラジョンガ (-5月) ビアージョ (6月-)   | バデア                                     | ビスコンティ (-8月) 盧廷潤 (8月-)               | アレホ                          | --                                 | 未施行                             | 未施行             |                     |          |
| 2002                     | ビスコンティ (-5月) サボ (7月-)           | アレン (7月-)                              | 盧廷潤                                          | --                              | --                                 | 未施行                             | 未施行             |                     |          |
| 2003                     | セルジオ                                  | アレックス                                 | ベンチーニョ                                    | --                              | --                                 | 未施行                             | 未施行             |                     |          |
| 2004                     | ホベルト                                  | アレックス                                 | ベンチーニョ (-7月) エジウソン (7月-)           | --                              | --                                 | 未施行                             | 未施行             |                     |          |
| 2005                     | ホベルト                                  | アレックス                                 | グラウシオ                                      | --                              | --                                 | 未施行                             | 未施行             |                     |          |
| 2006                     | ホベルト                                  | アレックス                                 | グラウシオ (-6月) バロン (6月-)                 | アレシャンドレ (8月-)           | --                                 | 未施行                             | 未施行             |                     |          |
| 2007                     | チェッコリ                                | アレックス                                 | リンコン                                        | ハファエル                      | --                                 | 未施行                             | 未施行             |                     |          |
| 2008                     | ルダン                                    | タレイ                                     | グリフィス (3月-6月)                            | --                              | --                                 | 未施行                             | 未施行             |                     |          |
| 2009                     | ウェリントン                              | アレックス                                 | --                                              | --                              | --                                 | --                                 | 未施行             |                     |          |
| 2010                     | 李鍾民 (7月-)                             | --                                         | --                                              | --                              | 孫正倫                             | --                                 | 未施行             |                     |          |
| 2011                     | 李鍾民 (-7月) ハマゾッチ (7月-)           | キム・ミンジェ                             | --                                              | --                              | 孫正倫                             | --                                 | 未施行             |                     |          |
| 2012                     | サミル                                    | キム・ミンジェ                             | オズマール (8月-)                               | --                              | 孫正倫                             | オ・チャンヒョン (12年、13年8月 -) | 未施行             |                     |          |
| 2013                     | パク・ゴン                                | キム・ミンジェ                             | オズマール (-8月) プノセバッチ (8月-)           | ジャン・ジョンウォン (-14年3月) | 金永基 (7月-)                      | オ・チャンヒョン (12年、13年8月 -) | 未施行             |                     |          |
| 2014                     | パク・ゴン                                | イ・グァンソン                             | プノセバッチ                                    | ジャン・ジョンウォン (-14年3月) | --                                 | オ・チャンヒョン (12年、13年8月 -) | タム・シイアンツン |                     |          |
| 2015                     | パク・ゴン (-6月) モイゼス (7月-)         | イ・グァンソン                             | ウェリントン (15年5月-)                         | --                              | --                                 | 高准翼 (-7月)                      | --                 |                     |          |
| 2016                     | ダニルソン                                | キム・ヒョヌン                             | ウェリントン (15年5月-)                         | --                              | --                                 | イ・ボムヨン                       | --                 |                     |          |
| 外国籍選手枠ルール改正   |                                           |                                            |                                                 |                                 |                                    |                                    |                    |                     |          |
| 年                       | 一般                                      | 一般                                       | 一般                                            | 一般                            | 一般                               | 条件付き                           | 条件付き           |                     |          |
| 年                       | 1                                         | 2                                          | 3                                               | 4                               | 5                                  | 在日枠                             | 提携国枠           |                     |          |
| 2017                     | ダニルソン (-5月) ウォン・ドゥジェ (6月-) | ウィリアン・ポッピ                         | ウェリントン                                    | ジウシーニョ                    | エウレー (17年8月-18年6月)         | --                                 | --                 |                     |          |
| 2018                     | ウォン・ドゥジェ                          | ユ・インス                                 | トゥーリオ・デ・メロ (-6月) レオミネイロ (6月-) | ドゥドゥ                        | エウレー (17年8月-18年6月)         | --                                 | --                 |                     |          |
| 外国籍選手枠ルール改正後 |                                           |                                            |                                                 |                                 |                                    |                                    |                    |                     |          |
| 年                       | 一般                                      | 一般                                       | 一般                                            | 一般                            | 一般                               | 一般                               | 一般               | 一般                | 提携国枠 |
| 2019                     | ウォン・ドゥジェ                          | セランテス                                 | フェリクス・ミコルタ                            | ヤン・ドンヒョン (3月-)         | ペドロ・ジュニオール (7月)         | --                                 | --                 | --                  | --       |
| 2020                     | エミル・サロモンソン                      | セランテス                                 | カルロス・グティエレス                          | フアンマ・デルガド              | ドウグラス・グローリ (20年2月-)    | --                                 | --                 | --                  | --       |
| 2021                     | エミル・サロモンソン                      | ジョルディ・クルークス                     | カルロス・グティエレス                          | フアンマ・デルガド              | ドウグラス・グローリ (20年2月-)    | カウエ                             | ブルーノ・メンデス | ジョン・マリ (3月-) | --       |
| 2022                     | ルキアン                                  | ジョルディ・クルークス                     | ジョン・マリ (7月-)                             | フアンマ・デルガド              | ドウグラス・グローリ (20年2月-)    | --                                 | --                 | --                  | --       |
| 2023                     | ルキアン                                  | ウェリントン (23年3月-)                    | --                                              | --                              | ドウグラス・グローリ (20年2月-)    | --                                 | --                 | --                  | --       |
| 2024                     | ナッシム・ベン・カリファ                  | ウェリントン (23年3月-)                    | シャハブ・ザヘディ (24年3月-)                   | --                              | ドウグラス・グローリ (20年2月-)    | --                                 | --                 | --                  | --       |
| 2025                     | ナッシム・ベン・カリファ                  | ウェリントン (23年3月-)                    | シャハブ・ザヘディ (24年3月-)                   | キム・ムンヒョン                | --                                 | --                                 | --                 | --                  | --       |

## 背番号遍歴

### 1-10
|      | 1          | 2              | 3                    | 4                      | 5            | 6                           | 7                    | 8                   | 9                         | 10                        |
| 2025 | 永石拓海   | 湯澤聖人       | 奈良竜樹             | 井上聖也               | 上島拓巳     | 重見柾斗                    | 金森健志             | 紺野和也            | シャハブ・ザヘディ        | 城後寿                    |
| 2024 | 永石拓海   | 湯澤聖人       | 奈良竜樹             | 井上聖也               | 宮大樹       | 前寛之                      | 金森健志             | 紺野和也            | シャハブ・ザヘディ        | 城後寿                    |
| 2023 | 永石拓海   | 湯澤聖人       | 奈良竜樹             | -                      | 宮大樹       | 前寛之                      | 金森健志             | 紺野和也            | ルキアン                  | 城後寿                    |
| 2022 | -          | 湯澤聖人       | 奈良竜樹             | 重廣卓也               | 宮大樹       | 前寛之                      | 金森健志             | 杉本太郎            | フアンマ・デルガド        | 城後寿                    |
| 2021 | -          | 湯澤聖人       | エミル・サロモンソン | カルロス・グティエレス | 宮大樹       | 前寛之                      | 重廣卓也             | 杉本太郎            | フアンマ・デルガド        | 城後寿                    |
| 2020 | セランテス | 湯澤聖人       | エミル・サロモンソン | カルロス・グティエレス | 實藤友紀     | 前寛之                      | 重廣卓也             | 鈴木惇              | フアンマ・デルガド        | 城後寿                    |
| 2019 | セランテス | -              | 石原広教             | 山田将之               | 實藤友紀     | ウォン・ドゥジェ            | ペドロ・ジュニオール | 鈴木惇              | ヤン・ドンヒョン          | 城後寿                    |
| 2018 | 神山竜一   | -              | 駒野友一             | 田村友                 | 實藤友紀     | ウォン・ドゥジェ            | ユ・インス           | 鈴木惇              | トゥーリオ・デ・メロ      | 城後寿                    |
| 2017 | 神山竜一   | 濱田水輝       | 駒野友一             | -                      | 實藤友紀     | ウォン・ドゥジェ ダニルソン | 三門雄大             | 松田力              | 中原貴之                  | 城後寿                    |
| 2016 | 神山竜一   | 濱田水輝       | 阿部巧               | 三門雄大               | 實藤友紀     | ダニルソン                  | 金森健志             | 中原秀人            | 中原貴之                  | 城後寿                    |
| 2015 | 神山竜一   | 濱田水輝       | 阿部巧               | イ・グァンソン         | 古賀正紘     | 森村昂太                    | 金森健志             | 中原秀人            | 中原貴之                  | 城後寿                    |
| 2014 | 神山竜一   | 三島勇太       | 阿部巧               | イ・グァンソン         | 古賀正紘     | 森村昂太                    | 平井将生             | 中原秀人            | プノセバッチ              | 城後寿                    |
| 2013 | 神山竜一   | キム・ミンジェ | 岡田隆               | 宮本卓也               | 古賀正紘     | 山口和樹                    | 金久保順             | 船山祐二            | オズマール                | 城後寿                    |
| 2012 | 神山竜一   | キム・ミンジェ | 岡田隆               | 和田拓三               | 古賀正紘     | 山口和樹                    | 末吉隼也             | 鈴木惇              | サミル                    | 城後寿                    |
| 2011 | 神山竜一   | キム・ミンジェ | 山形辰徳             | 和田拓三               | 田中誠       | 丹羽大輝                    | 中町公祐             | 鈴木惇              | 高橋泰                    | 城後寿                    |
| 2010 | 神山竜一   | 山口和樹       | 山形辰徳             | 阿部嵩                 | 田中誠       | 丹羽大輝                    | 久藤清一             | 鈴木惇              | 高橋泰                    | 城後寿                    |
| 2009 | 神山竜一   | 宮本亨         | 山形辰徳             | 田中誠                 | 長野聡       | ウェリントン                | 久藤清一             | 鈴木惇              | 黒部光昭                  | 城後寿                    |
| 2008 | 神山竜一   | 宮本亨         | 山形辰徳             | ルダン                 | 長野聡       | 布部陽功                    | 久藤清一             | タレイ              | 黒部光昭                  | 城後寿                    |
| 2007 | 神山竜一   | 宮本亨         | アレックス           | 金古聖司               | 長野聡       | 布部陽功                    | 宮崎光平             | チェッコリ ホベルト | リンコン                  | 久藤清一                  |
| 2006 | 水谷雄一   | 宮本亨         | アレックス           | 金古聖司               | 千代反田充   | 布部陽功                    | 宮崎光平             | ホベルト            | 藪田光教                  | 久藤清一                  |
| 2005 | 水谷雄一   | 立石飛鳥       | アレックス           | 川島眞也               | 千代反田充   | 松下裕樹                    | 宮崎光平             | ホベルト            | 林祐征                    | 山形恭平                  |
| 2004 | 水谷雄一   | 立石飛鳥       | アレックス           | 川島眞也               | 千代反田充   | 篠田善之                    | 宮崎光平             | ホベルト            | 林祐征                    | 宮原裕司                  |
| 2003 | 大神友明   | 立石飛鳥       | セルジオ             | 川島眞也               | 千代反田充   | 篠田善之                    | 宮崎光平             | 原田武男            | アレックス                | 宮原裕司                  |
| 2002 | 大神友明   | 河口真一       | 藤崎義孝             | 小島光顕               | 内藤就行     | 篠田善之                    | 野田知               | 服部浩紀            | 呂比須ワグナー            | 盧廷潤                    |
| 2001 | 小島伸幸   | 河口真一       | 藤崎義孝             | 小島光顕               | 三浦泰年     | 篠田善之                    | 野田知               | バデア              | ビアージョ ヴィラジョンガ | 中払大介                  |
| 2000 | 塚本秀樹   | 河口真一       | 水筑優文             | 小島光顕               | 三浦泰年     | 篠田善之                    | 野田知               | 石丸清隆            | モントージャ              | 中払大介                  |
| 1999 | 塚本秀樹   | 森秀昭         | 水筑優文             | 小島光顕               | フェルナンド | 篠田善之                    | 野田知               | 石丸清隆            | 上野優作                  | 中払大介                  |
| 1998 | 塚本秀樹   | 森秀昭         | 古邊芳昇             | 岩井厚裕               | フェルナンド | 西ヶ谷隆之                  | 石井正忠             | 石丸清隆            | オビク                    | ヴィジャマジョール パブロ |
| 1997 | 塚本秀樹   | 森秀昭         | バスケス             | 岩井厚裕               | 都並敏史     | 中込正行                    | 梅山修               | 石丸清隆            | 山下芳輝                  | リエップ                  |
|      | 1          | 2              | 3                    | 4                      | 5            | 6                           | 7                    | 8                   | 9                         | 10                        |

### 11-20
|      | 11           | 12                        | 13                       | 14                     | 15                     | 16                | 17                     | 18                   | 19               | 20                 |
| 2025 | 見木友哉     | サポーターズナンバー      | ナッシム・ベン・カリファ | 名古新太郎             | 秋野央樹               | 小田逸稀          | ウェリントン           | 岩崎悠人             | キム・ムンヒョン | 安藤智哉           |
| 2024 | -            | サポーターズナンバー      | ナッシム・ベン・カリファ | 田中達也               | -                      | 小田逸稀          | ウェリントン           | 岩崎悠人             | 亀川諒史         | -                  |
| 2023 | 山岸祐也     | サポーターズナンバー      | -                        | 田中達也               | -                      | 小田逸稀          | 中村駿                 | ウェリントン         | 田邉草民         | 三國ケネディエブス |
| 2022 | 山岸祐也     | サポーターズナンバー      | 志知孝明                 | ジョルディ・クルークス | 熊本雄太               | 渡大生            | ルキアン               | 東家聡樹             | 田邉草民         | 三國ケネディエブス |
| 2021 | 山岸祐也     | サポーターズナンバー      | 志知孝明                 | ジョルディ・クルークス | カウエ                 | 石津大介          | 渡大生                 | -                    | 田邉草民         | 三國ケネディエブス |
| 2020 | 山岸祐也     | サポーターズナンバー      | 木戸皓貴                 | 増山朝陽               | 森本貴幸               | 石津大介          | 福満隆貴               | 東家聡樹             | 田邉草民         | 三國ケネディエブス |
| 2019 | 岩下敬輔     | サポーターズナンバー      | 木戸皓貴                 | 前川大河               | 森本貴幸               | 石津大介          | 松田力                 | フェリクス・ミコルタ | 田邉草民         | 三國ケネディエブス |
| 2018 | 岩下敬輔     | サポーターズナンバー      | 木戸皓貴                 | 枝村匠馬               | 森本貴幸               | 石津大介          | 松田力                 | ドゥドゥ             | 堤俊輔           | エウレー           |
| 2017 | 坂田大輔     | サポーターズナンバー      | 為田大貴                 | 冨安健洋               | 末吉隼也               | 石津大介          | ウェリントン           | 亀川諒史             | 堤俊輔           | エウレー           |
| 2016 | 坂田大輔     | サポーターズナンバー      | 為田大貴                 | 平井将生               | 末吉隼也               | 三島勇太          | ウェリントン           | 亀川諒史             | 堤俊輔           | キム・ヒョヌン     |
| 2015 | 坂田大輔     | サポーターズナンバー      | パク・ゴン               | 平井将生               | 末吉隼也               | 三島勇太          | ウェリントン           | 亀川諒史             | 堤俊輔           | 酒井宣福           |
| 2014 | 坂田大輔     | サポーターズナンバー      | パク・ゴン               | 金森健志               | 金城クリストファー達樹 | 石津大介          | 山口和樹               | オ・チャンヒョン     | 堤俊輔           | 酒井宣福           |
| 2013 | 坂田大輔     | サポーターズナンバー      | パク・ゴン               | 木原正和               | プノセバッチ           | 石津大介          | 金城クリストファー達樹 | 西田剛               | 堤俊輔           | 中原秀人           |
| 2012 | 高橋泰       | サポーターズナンバー      | 小原章吾                 | 木原正和               | 坂田大輔               | 石津大介          | オ・チャンヒョン       | 西田剛               | 成岡翔           | 宮路洋輔           |
| 2011 | 田中佑昌     | サポーターズナンバー      | 小原章吾                 | 松浦拓弥               | 李鍾民                 | 岡本英也          | 山口和樹               | 吉原正人             | 成岡翔           | 宮路洋輔           |
| 2010 | 田中佑昌     | サポーターズナンバー      | 柳楽智和                 | 永里源気               | 中町公祐               | 岡本英也          | 中島崇典               | 吉原正人             | 大久保哲哉       | 宮路洋輔           |
| 2009 | 田中佑昌     | サポーターズナンバー      | 柳楽智和                 | 中払大介               | アレックス             | 久永辰徳          | 中島崇典               | 高橋泰               | 大久保哲哉       | 宮原裕司           |
| 2008 | 田中佑昌     | サポーターズナンバー      | 柳楽智和                 | 中村北斗               | 中払大介               | 久永辰徳          | 中島崇典               | 鈴木惇               | 大久保哲哉       | ハーフナー・マイク |
| 2007 | 田中佑昌     | サポーターズナンバー      | 柳楽智和                 | 古賀誠史               | 城後寿                 | 久永辰徳          | 川島眞也               | 山形恭平             | 林祐征           | 山形辰徳           |
| 2006 | 山形恭平     | サポーターズナンバー      | 佐伯直哉 松下裕樹        | 古賀誠史               | 吉村光示               | 神山竜一          | 川島眞也               | 有光亮太             | バロン 長野聡    | 林祐征             |
| 2005 | 福嶋洋       | サポーターズナンバー      | 村主博正 エジウソン      | 古賀誠史               | 宮本亨                 | 神山竜一          | 大塚和征               | 有光亮太             | 長野聡           | 沖本尚之           |
| 2004 | 福嶋洋       | サポーターズナンバー      | エジウソン ベンチーニョ  | 古賀誠史               | 米田兼一郎             | 神山竜一          | 大塚和征               | 増川隆洋             | 平島崇           | 沖本尚之           |
| 2003 | 久永辰徳     | 塚本秀樹                  | ベンチーニョ             | 古賀誠史               | 山田祥史               | 水谷雄一          | 大塚和征               | 江口倫司             | 林祐征           | 米田兼一郎         |
| 2002 | ビスコンティ | 塚本秀樹                  | 牛鼻健                   | 古賀誠史               | 飯島寿久               | 山田祥史          | 宮崎光平               | 江口倫司             | 鏑木豪           | 新田大介           |
| 2001 | ビスコンティ | 塚本秀樹                  | 前田浩二                 | 山下芳輝               | 三好拓児               | 平島崇            | -                      | 江口倫司             | 尾崎勇史         | 新田大介           |
| 2000 | バデア       | 藤崎義孝                  | 牛鼻健                   | 山下芳輝               | 橋口勝                 | 尾崎勇史 阿江孝一 | -                      | 江口倫司             | 新田大介         | 鈴木勝大           |
| 1999 | マスロバル   | 藤崎義孝                  | 西田吉洋                 | 山下芳輝               | 生津将司               | 櫛引実            | 近藤隆信               | 三好拓児             | 新田大介         | 栄井健太郎         |
| 1998 | 上野優作     | ボージョヴィッチ マルコス | 中払大介                 | 山下芳輝               | 永井篤志               | 佐野友昭          | 西政治                 | 藤本主税             | 西田吉洋         | 栄井健太郎         |
| 1997 | 永井篤志     | 辛島啓珠                  | 中田一三                 | 古邊芳昇               | 秋葉忠宏               | 佐野友昭          | 中島豪                 | 藤本主税             | 宮村正志         | 上野優作           |
|      | 11           | 12                        | 13                       | 14                     | 15                     | 16                | 17                     | 18                   | 19               | 20                 |

### 21-30
|      | 21                       | 22         | 23           | 24         | 25         | 26                 | 27                              | 28       | 29               | 30                |
| 2025 | -                        | -          | -            | 小畑祐馬   | 北島祐二   | -                  | 碓井聖生                        | -        | 前嶋洋太         | -                 |
| 2024 | -                        | -          | -            | -          | 北島祐二   | -                  | 佐藤凌我                        | 鶴野怜樹 | 前嶋洋太         | 重見柾斗          |
| 2023 | 山ノ井拓己               | 亀川諒史   | -            | -          | -          | 井上聖也           | 佐藤凌我                        | 鶴野怜樹 | 前嶋洋太         | 重見柾斗          |
| 2022 | 山ノ井拓己               | 輪湖直樹   | 杉山力裕     | -          | 北島祐二   | 井上聖也           | -                               | 鶴野怜樹 | 前嶋洋太         | -                 |
| 2021 | 山ノ井拓己               | 輪湖直樹   | 杉山力裕     | 桑原海人   | 北島祐二   | 井上聖也           | ブルーノ・メンデス              | 鶴野怜樹 | 吉岡雅和         | ジョン・マリ      |
| 2020 | 山ノ井拓己               | 輪湖直樹   | 杉山力裕     | 桑原海人   | 北島祐二   | 遠野大弥           | -                               | -        | -                | -                 |
| 2019 | 村田和哉                 | 輪湖直樹   | 杉山力裕     | 桑原海人   | 北島祐二   | 喜田陽             | -                               | 加藤大   | 吉本一謙         | -                 |
| 2018 | 圍謙太朗                 | 輪湖直樹   | 杉山力裕     | -          | -          | 古賀太陽           | 平尾壮                          | -        | 吉本一謙         | -                 |
| 2017 | ウィリアン・ポッピ       | 中村北斗   | 杉山力裕     | 仲川輝人   | 兼田亜季重 | -                  | 邦本宜裕                        | -        | ジウシーニョ     | 下坂晃城          |
| 2016 | 冨安健洋                 | 中村北斗   | イ・ボムヨン | 駒野友一   | 兼田亜季重 | 田村友             | 邦本宜裕                        | -        | 古部健太         | 下坂晃城          |
| 2015 | 高准翼                   | 中村北斗   | 中村航輔     | 光永祐也   | 笠川永太   | 田村友             | 邦本宜裕                        | 牛之濱拓 | モイゼス         | -                 |
| 2014 | 武田英二郎               | 野崎雅也   | 清水圭介     | 光永祐也   | 笠川永太   | タム・シイアンツン | 鍋田亜人夢 ジャン・ジョンウォン | 牛之濱拓 | 田村友           | -                 |
| 2013 | 尾亦弘友希               | 畑本時央   | 水谷雄一     | 金森健志   | 笠川永太   | 三島勇太           | ジャン・ジョンウォン            | 牛之濱拓 | 金永基           | 川島大輝          |
| 2012 | 尾亦弘友希               | 八田康介   | 河田晃兵     | 吉原正人   | 笠川永太   | 孫正倫             | 畑本時央                        | 牛之濱拓 | 堤俊輔           | -                 |
| 2011 | 清水範久                 | 末吉隼也   | 六反勇治     | 重松健太郎 | 笠川永太   | 孫正倫             | 畑本時央                        | 牛之濱拓 | 石津大介         | -                 |
| 2010 | 大山恭平                 | 末吉隼也   | 六反勇治     | 平石健太   | 笠川永太   | 孫正倫             | 李鍾民                          | 石津大介 | 大岩根優作       | -                 |
| 2009 | 大山恭平                 | 吉田宗弘   | 六反勇治     | 釘﨑康臣   | 笠川永太   | 岡本英也           | 丹羽大輝                        | 山口和樹 | 永井謙佑         | 宮路洋輔          |
| 2008 | 大山恭平                 | 吉田宗弘   | 六反勇治     | 釘﨑康臣   | グリフィス | 本田真吾           | 丹羽大輝                        | 宮路洋輔 | -                | -                 |
| 2007 | ノグチピント・エリキソン | 中村北斗   | 大塚和征     | 釘﨑康臣   | 内藤友康   | 本田真吾           | 多久島顕悟                      | 安田忠臣 | 宇野沢祐次       | 六反勇治          |
| 2006 | 山形辰徳                 | 中村北斗   | 柳楽智和     | 平島崇     | 岩丸史也   | 城後寿             | 田中佑昌                        | 大塚和征 | 釘﨑康臣         | 六反勇治          |
| 2005 | 平島崇                   | 中村北斗   | 柳楽智和     | 太田恵介   | 木藤健太   | 城後寿             | 田中佑昌                        | 塚本秀樹 | 釘﨑康臣         | 河野直人          |
| 2004 | 藏田茂樹                 | 松下裕樹   | 宮本亨       | 太田恵介   | 木藤健太   | 有光亮太           | 小川久範                        | 塚本秀樹 | 中村北斗         | 柳楽智和          |
| 2003 | 藏田茂樹                 | 二宮一拓   | 宮本亨       | 太田恵介   | 岩本昌樹   | 増川隆洋           | 沖本尚之                        | 小川久範 | 福嶋洋           | 神山竜一          |
| 2002 | 藏田茂樹                 | 加藤寿一   | 米田兼一郎   | 太田恵介   | 宮本亨     | 長友耕一郎         | 二宮一拓                        | 大塚和征 | 福嶋洋           | 藤原務            |
| 2001 | 井上孝浩                 | 小森田友明 | 牛鼻健       | 久永辰徳   | 加藤寿一   | 山田祥史           | 浦本雅志                        | 宮本亨   | 米田兼一郎       | 水谷雄一          |
| 2000 | 田草川貴                 | 落合徳太   | 井上孝浩     | 久永辰徳   | 深川大樹   | 前田浩二 サンドナ  | 松永一慶                        | 三好拓児 | 柿本倫明         | 小島伸幸          |
| 1999 | 田草川貴                 | 落合徳太   | 井上孝浩     | 久永辰徳   | 深川大樹   | ラニエリ           | ヴィジャマジョール              | 三浦泰年 | 桝谷洋一         | 小島伸幸          |
| 1998 | 立石智紀                 | 藤崎義孝   | 篠田善之     | 久永辰徳   | 大熊裕司   | 佐藤光治           | 横山雄次                        | 生津将司 | デュカノヴィッチ | 古川昌明 佐々木仁 |
| 1997 | 古島清人                 | ロッシ     | 篠田善之     | 久永辰徳   | 西政治     | 佐藤光治           | 中払大介                        | 生津将司 | 藤元大輔         | 藤本敏史          |
|      | 21                       | 22         | 23           | 24         | 25         | 26                 | 27                              | 28       | 29               | 30                |

### 31-40
|      | 31               | 32                           | 33                   | 34              | 35                | 36         | 37       | 38       | 39             | 40         |
| 2025 | 村上昌謙         | サニブラウン・アブデルハナン | -                    | -               | -                 | -          | 田代雅也 | -        | -              | 池田樹雷人 |
| 2024 | 村上昌謙         | -                            | ドウグラス・グローリ | -               | 平塚悠知          | -          | 田代雅也 | -        | -              | 池田樹雷人 |
| 2023 | 村上昌謙         | -                            | ドウグラス・グローリ | -               | 平塚悠知          | -          | 田代雅也 | -        | -              | -          |
| 2022 | 村上昌謙         | -                            | ドウグラス・グローリ | -               | 平塚悠知          | 柳貴博     | -        | -        | 田中達也       | 中村駿     |
| 2021 | 村上昌謙         | -                            | ドウグラス・グローリ | -               | -                 | -          | -        | 金森健志 | 奈良竜樹       | 中村駿     |
| 2020 | 村上昌謙         | -                            | ドウグラス・グローリ | -               | -                 | -          | -        | 菊池大介 | 篠原弘次郎     | 松本泰志   |
| 2019 | 山ノ井拓己       | -                            | -                    | -               | 初瀬亮            | 菊地直哉   | -        | -        | 篠原弘次郎     | -          |
| 2018 | 山ノ井拓己       | 崎村祐丞                     | 山瀬功治             | -               | レオミネイロ      | -          | -        | -        | 篠原弘次郎     | -          |
| 2017 | 山ノ井拓己       | 崎村祐丞                     | 山瀬功治             | 西洸瑠          | -                 | 岩下敬輔   | -        | -        | 三島勇太       | -          |
| 2016 | -                | -                            | 鈴木惇               | -               | 佐藤幹太          | -          | -        | -        | -              | -          |
| 2015 | 間嶋佑弥         | 冨安健洋                     | 鈴木惇               | 木本恭生        | -                 | -          | -        | -        | -              | -          |
| 2014 | -                | -                            | -                    | -               | -                 | -          | -        | -        | -              | -          |
| 2013 | オ・チャンヒョン | 光永祐也                     | -                    | -               | -                 | -          | -        | -        | -              | -          |
| 2012 | 金森健志         | -                            | -                    | -               | -                 | -          | -        | -        | オズマール     | -          |
| 2011 | -                | -                            | -                    | -               | -                 | -          | -        | -        | ハマゾッチ     | -          |
| 2010 | -                | -                            | -                    | -               | -                 | -          | -        | -        | -              | -          |
| 2009 | 阿部嵩           | 吉原正人                     | 大岩根優作           | 孫正倫          | -                 | -          | -        | -        | -              | -          |
| 2008 | -                | -                            | -                    | -               | -                 | -          | -        | -        | -              | -          |
| 2007 | ハファエル       | 柴村直弥                     | 鈴木惇               | -               | 長谷川悠          | -          | -        | -        | -              | -          |
| 2006 | 本田真吾         | 多久島顕悟                   | 安田忠臣             | 飯尾一慶        | アレシャンドレ    | グラウシオ | -        | -        | -              | -          |
| 2005 | 山形辰徳         | 岡山一成                     | 木場昌雄             | 喜名哲裕        | -                 | グラウシオ | -        | -        | -              | -          |
| 2004 | 首藤啓祐         | 田中佑昌                     | 大神友明             | 山形恭平        | -                 | -          | -        | -        | -              | -          |
| 2003 | 首藤啓祐         | 平島崇                       | 加藤寿一             | 原田憲知        | 有光亮太          | -          | -        | -        | -              | -          |
| 2002 | 立石飛鳥         | 林祐征                       | 原田武男             | 河村優          | 岩本昌樹          | 宮原裕司   | サボ     | アレン   | 三原廣樹       | 川島眞也   |
| 2001 | 長友耕一郎       | 二宮一拓                     | 大塚和征             | 服部浩紀        | 福嶋洋            | アレホ     | 松原良香 | 内藤就行 | 呂比須ワグナー | 盧廷潤     |
| 2000 | 前田隆           | 原秀治                       | 加藤寿一             | 小森田友明      | 矢野健太郎        | 浦本雅志   | 白川伸也 | 石田裕之 | 平島崇         | 山田祥史   |
| 1999 | -                | -                            | -                    | -               | -                 | -          | -        | -        | -              | -          |
| 1998 | 三好拓児         | 近藤隆信                     | 佐々木丈文           | 久藤清一        | -                 | -          | -        | -        | -              | -          |
| 1997 | 三好拓児         | 近藤隆信                     | 佐々木丈文           | オビク 竹元義幸 | パブロ カラセード | 安藤智安   | -        | -        | -              | -          |
|      | 31               | 32                           | 33                   | 34              | 35                | 36         | 37       | 38       | 39             | 40         |

### 41-50
|      | 41       | 42       | 43           | 44       | 45                    | 46       | 47       | 48 | 49       | 50         |
| 2025 | -        | -        | -            | -        | -                     | -        | 橋本悠   | -  | 前田一翔 | 佐藤颯之介 |
| 2024 | 坂田大樹 | -        | -            | 森山公弥 | -                     | -        | 橋本悠   | -  | -        | -          |
| 2023 | 坂田大樹 | -        | -            | 森山公弥 | 前田一翔              | 西村活輝 | 岩永創太 | -  | 時志仁   | -          |
| 2022 | 永石拓海 | -        | -            | 森山公弥 | ジョン・マリ 甲斐鉄士 | 甲斐鉄士 | -        | -  | -        | -          |
| 2021 | 永石拓海 | -        | -            | 森山公弥 | -                     | -        | -        | -  | -        | -          |
| 2020 | 藤井悠太 | -        | -            | 森山公弥 | -                     | -        | -        | -  | -        | 上島拓巳   |
| 2019 | 吉村銀河 | -        | -            | -        | -                     | 桜木亮太 | -        | -  | -        | -          |
| 2018 | 北島祐二 | 桑原海人 | -            | -        | -                     | -        | -        | -  | -        | -          |
| 2017 | -        | -        | -            | -        | -                     | -        | -        | -  | -        | -          |
| 2016 | -        | -        | -            | -        | -                     | -        | -        | -  | -        | -          |
| 2015 | -        | -        | -            | -        | -                     | -        | -        | -  | -        | -          |
| 2014 | -        | -        | -            | -        | -                     | -        | -        | -  | -        | -          |
| 2013 | -        | -        | -            | -        | -                     | -        | -        | -  | -        | -          |
| 2012 | -        | -        | -            | -        | -                     | -        | -        | -  | -        | -          |
| 2011 | -        | -        | -            | -        | -                     | -        | -        | -  | -        | -          |
| 2010 | -        | -        | -            | -        | -                     | -        | -        | -  | -        | -          |
| 2009 | -        | -        | -            | -        | -                     | -        | -        | -  | -        | -          |
| 2008 | -        | -        | -            | -        | -                     | -        | -        | -  | -        | -          |
| 2007 | -        | -        | -            | -        | -                     | -        | -        | -  | -        | -          |
| 2006 | -        | -        | -            | -        | -                     | -        | -        | -  | -        | -          |
| 2005 | -        | -        | -            | -        | -                     | -        | -        | -  | -        | -          |
| 2004 | -        | -        | -            | -        | -                     | -        | -        | -  | -        | -          |
| 2003 | -        | -        | -            | -        | -                     | -        | -        | -  | -        | -          |
| 2002 | -        | -        | -            | -        | -                     | -        | -        | -  | -        | -          |
| 2001 | -        | -        | -            | -        | -                     | -        | -        | -  | -        | -          |
| 2000 | 桑野智一 | 服部浩紀 | ビスコンティ | -        | -                     | -        | -        | -  | -        | -          |
| 1999 | -        | -        | -            | -        | -                     | -        | -        | -  | -        | -          |
| 1998 | -        | -        | -            | -        | -                     | -        | -        | -  | -        | -          |
| 1997 | -        | -        | -            | -        | -                     | -        | -        | -  | -        | -          |
|      | 41       | 42       | 43           | 44       | 45                    | 46       | 47       | 48 | 49       | 50         |

### その他
|      | 51       | 77       | 88       | 99         |
| 2025 | 菅沼一晃 | 志知孝明 | 松岡大起 | -          |
| 2024 | 菅沼一晃 | -        | 松岡大起 | -          |
| 2023 | 菅沼一晃 | -        | -        | 井手口陽介 |
| 2022 | -        | -        | -        | -          |
| 2021 | -        | -        | -        | -          |
| 2020 | -        | -        | -        | -          |
| 2019 | -        | -        | -        | -          |
| 2018 | -        | -        | -        | -          |
| 2017 | -        | -        | -        | -          |
| 2016 | -        | -        | -        | -          |
| 2015 | -        | -        | -        | -          |
| 2014 | -        | -        | -        | -          |
| 2013 | -        | -        | -        | -          |
| 2012 | -        | -        | -        | -          |
| 2011 | -        | -        | -        | -          |
| 2010 | -        | -        | -        | -          |
| 2009 | -        | -        | -        | -          |
| 2008 | -        | -        | -        | -          |
| 2007 | -        | -        | -        | -          |
| 2006 | -        | -        | -        | -          |
| 2005 | -        | -        | -        | -          |
| 2004 | -        | -        | -        | -          |
| 2003 | -        | -        | -        | -          |
| 2002 | -        | -        | -        | -          |
| 2001 | -        | -        | -        | -          |
| 2000 | -        | -        | -        | -          |
| 1999 | -        | -        | -        | -          |
| 1998 | -        | -        | -        | -          |
| 1997 | -        | -        | -        | -          |
|      | 51       | 77       | 88       | 99         |

## 過去に在籍した監督・選手

### 監督
- ホルヘ・マリオ・オルギン (1995年)
- 清水秀彦 (1996年)
- パチャメ (1997年)
- 森孝慈 (1998年)
- 菊川凱夫 (1999年)
- ピッコリ (2000年-2001年)
- 今井雅隆 (2002年-2002年07月)
- 望月達也 (2002年08月)
- 中村重和 (2002年08月-2002年12月)
- 松田浩 (2003年-2006年5月)

- 川勝良一 (2006年5月-2006年12月)
- リトバルスキー (2007年-2008年7月)
- 篠田善之 (2008年7月-2011年8月)
- 浅野哲也 (2011年8月-2011年12月)
- 前田浩二 (2012年-2012年10月)
- 池田太 (2012年10月-2012年12月)
- マリヤン・プシュニク (2013年-2014年)
- 井原正巳 (2015年-2018年)
- ファビオ・ペッキア (2019年-2019年6月)
- 久藤清一 (2019年6月-2019年12月)

- 長谷部茂利 (2020年-2024年)

### ゴールキーパー (GK)
日本
- 千葉恵二 (1995年)
- 南省吾 (1995年)
- 慶越雄二 (1995年-1996年)
- 藤本敏史 (1996年-1997年)
- 古島清人 (1996年-1997年)
- 安藤智安 (1997年)
- 佐野友昭 (1995年-1998年)
- 佐々木仁 (1998年)
- 立石智紀 (1998年)
- 古川昌明 (1998年)
- 櫛引実 (1999年)
- 阿江孝一 (2000年)
- 田草川貴 (2000年)
- 小島伸幸 (1999年-2001年)
- 尾﨑勇史 (2000年-2001年)

- 鏑木豪 (2002年)
- 藤原務 (2002年)
- 大神友明 (2002年-2004年)
- 塚本秀樹 (1996年-2005年)
- 河野直人 (2005年)
- 岩丸史也 (2006年)
- 内藤友康 (2007年)
- ノグチピント・エリキソン (2007年)
- 吉田宗弘 (2008年-2009年)
- 六反勇治 (2006年-2011年)
- 河田晃兵 (2012年)
- 水谷雄一 (2001年-2006年、2013年)
- 清水圭介 (2014年)
- 笠川永太 (2009年-2015年)
- 中村航輔 (2015年)

- 兼田亜季重 (2016年-2017年)
- 神山竜一 (2003年-2018年)
- 圍謙太朗 (2018年)
- 杉山力裕 (2017年-2022年)
- 山ノ井拓己 (2017年-2023年)
- 坂田大樹 (2023年-2024年)

 韓国
- 金永基 (2013年)
- イ・ボムヨン (2016年)

 スペイン
- セランテス (2019年-2020年)

### ディフェンダー (DF)
日本
- 河原忠明 (1995年)
- 千疋美徳 (1995年)
- 津野健次 (1995年)
- 濱田祥裕 (1995年)
- 森重潤也 (1995年)
- 礒田由和 (1995年-1996年)
- 梅山修 (1995年-1997年)
- 都並敏史 (1996年-1997年)
- 中田一三 (1996年-1997年)
- 辛島啓珠 (1997年)
- 中島豪 (1997年)
- 古邊考功 (1995年-1998年)
- 岩井厚裕 (1996年-1998年)
- 佐藤光治 (1996年-1998年)
- 西政治 (1996年-1998年)
- 西ヶ谷隆之 (1998年)
- 横山雄次 (1998年)
- 森秀昭 (1996年-1999年)
- 桝谷洋一 (1999年)
- 水筑優文 (1999年-2000年)
- 桑野智一 (2000年)
- 橋口勝 (2000年)
- 原秀治 (2000年)
- 前田隆 (2000年)
- 前田浩二 (1995年、2000年-2001年)
- 三好拓児 (1997年-2001年)
- 井上孝浩 (1999年-2001年)

- 藤崎義孝 (1998年-2002年)
- 小島光顕 (1999年-2002年)
- 河口真一 (2000年-2002年)
- 内藤就行 (2001年-2002年)
- 飯島寿久 (2002年)
- 加藤寿一 (2000年-2003年)
- 藏田茂樹 (2002年-2004年)
- 増川隆洋 (2002年-2004年)
- 小川久範 (2003年-2004年)
- 立石飛鳥 (2002年-2005年)
- 木藤健太 (2004年-2005年)
- 岡山一成 (2005年)
- 木場昌雄 (2005年)
- 平島崇 (2000年-2001年、2003年-2006年)
- 千代反田充 (2003年-2006年)
- 吉村光示 (2006年)
- 川島眞也 (2002年-2007年)
- 金古聖司 (2006年-2007年)
- 安田忠臣 (2006年-2007年)
- 柴村直弥 (2007年)
- 宮本亨 (2001年-2009年)
- 釘﨑康臣 (2005年-2009年)
- 長野聡 (2005年-2009年)
- 柳楽智和 (2004年-2010年)
- 中島崇典 (2008年-2010年)
- 平石健太 (2010年)
- 山形辰徳 (2005年-2011年)
- 丹羽大輝 (2008年途中-2011年)
- 田中誠 (2009年-2011年)

- 宮路洋輔 (2010年-2012年)
- 和田拓三 (2011年-2012年)
- 小原章吾 (2011年-2012年)
- 八田康介 (2012年)
- 尾亦弘友希 (2012年-2013年)
- 山口和樹 (2009年-2014年)
- 畑本時央 (2011年-2014年)
- 武田英二郎 (2014年)
- 古賀正紘 (2012年-2015年)
- 阿部巧 (2014年-2016年)
- 光永祐也 (2014年-2016年)
- 中村北斗 (2004年-2008年、2015年-2017年)
- 冨安健洋 (2015年-2017年)
- 濱田水輝 (2015年-2017年)
- 下坂晃城 (2016年-2017年)
- 堤俊輔 (2012年-2018年)
- 田村友 (2015-2016年、2018年)
- 駒野友一 (2016年途中-2018年)
- 平尾壮 (2018年)
- 古賀太陽 (2018年途中)
- 岩下敬輔 (2017年-2019年途中)
- 吉本一謙 (2018年途中-2019年途中)
- 菊地直哉 (2019年)
- 石原広教 (2019年)
- 山田将之 (2019年途中)
- 實藤友紀 (2016年-2020年途中)
- 篠原弘次郎 (2018年-2020年)
- 藤井悠太 (2020年)

- 柳貴博 (2022年途中)
- 輪湖直樹 (2018年-2022年)
- 熊本雄太 (2022年)
- 三國ケネディエブス (2019年-2021年途中、2022年途中-2023年)
- 亀川諒史 (2015年- 2017年、2023年-2024年)
- 宮大樹 (2021年-2024年)

 アルゼンチン
- マジョール (1995年-1996年)
- バスケス (1997年)
- サンドナ (2000年)

 セルビア
- ボージョヴィッチ[注釈 3] (1998年)
- サボ[注釈 4] (2002年)

 パラグアイ
- ヴィジャマジョール (1999年)

 ブラジル
- セルジオ (2003年)
- エウレー (2017年途中-2018年途中)
- ドウグラス・グローリ (2020年途中-2024年)

 オーストラリア
- チェッコリ[注釈 5] (2007年)
- ルダン[注釈 6] (2008年)

 韓国
- 李鍾民 (2010年-2011年)
- キム・ミンジェ (2011年-2013年)
- オ・チャンヒョン (2012年-2014年)
- パク・ゴン (2013年-2015年)
- イ・グァンソン (2014年-2015年)

 中国
- 高准翼 (2015年)

 スウェーデン
- エミル・サロモンソン (2020年-2021年)

 スペイン
- カルロス・グティエレス (2020年-2021年)

### ミッドフィールダー (MF)
日本
- 加藤善之 (1995年)
- 永井秀樹 (1995年)
- 吉田裕幸 (1995年)
- 其田秀太 (1995年-1996年)
- 田光仁重 (1995年-1996年)
- 中込正行 (1995年-1997年)
- 宮村正志 (1995年-1997年)
- 秋葉忠宏 (1997年)
- 永井篤志 (1995年-1998年)
- 藤本主税 (1996年-1998年)
- 石井正忠 (1998年)
- 大熊裕司 (1998年)
- 生津将司 (1996年-1999年)
- 近藤隆信 (1997年-1999年)
- 栄井健太郎 (1998年-1999年)
- 西田吉洋 (1998年-1999年)
- 石丸清隆 (1996年-2000年)
- 落合徳太 (1999年-2000年)
- 白川伸也 (2000年)
- 鈴木勝大 (2000年)
- 矢野健太郎 (2000年)
- 三浦泰年 (1999年-2001年)
- 浦本雅志 (2000年-2001年)
- 小森田友明 (2000年-2001年)

- 野田知 (1999年-2002年)
- 新田大介 (1999年-2002年)
- 牛鼻健 (2000年-2002年)
- 長友耕一郎 (2001年-2002年)
- 三原廣樹 (2002年)
- 二宮一拓 (2001年-2003年)
- 岩本昌樹 (2002年-2003年)
- 原田武男 (2002年-2003年)
- 原田憲知 (2003年)
- 篠田善之 (1995年-2004年)
- 米田兼一郎 (2001年-2004年)
- 首藤啓祐 (2003年-2004年)
- 沖本尚之 (2003年-2005年)
- 喜名哲裕 (2005年)
- 村主博正 (2005年)
- 松下裕樹 (2004年-2006年)
- 佐伯直哉 (2006年)
- 大塚和征 (2001年-2007年)
- 古賀誠史 (2002年-2007年途中)
- 宮崎光平 (2002年-2007年)
- 山形恭平 (2004年-2007年)
- 多久島顕悟 (2006年-2007年)
- 布部陽功 (2006年-2008年)
- 本田真吾 (2006年-2008年)
- 久永辰徳 (1996年-2001年、2003年、2007年-2009年)
- 中払大介 (1996年-2001年、2008年-2009年)
- 宮原裕司 (2002年-2004年、2009年)

- 久藤清一 (1998年、2006年-2010年)
- 阿部嵩 (2009年-2010年）
- 永里源気 (2010年)
- 中町公祐 (2010年-2011年)
- 松浦拓弥 (2011年)
- 清水範久 (2011年)
- 成岡翔 (2011年-2012年)
- 木原正和 (2012年-2013年)
- 岡田隆 (2012年-2013年)
- 金久保順 (2013年)
- 船山祐二 (2013年)
- 宮本卓也 (2013年)
- 金城クリストファー達樹 (2013年-2014年)
- 野崎雅也 (2014年)
- 牛之濵拓 (2011年-2015年)
- 森村昂太 (2014年-2015年)
- 酒井宣福 (2014年-2015年)
- 中原秀人 (2013年-2016年)
- 古部健太 (2016年)
- 三島勇太 (2013年-2017年)
- 末吉隼也 (2010年-2012年、2015年-2017年)
- 三門雄大 (2016年-2017年)
- 山瀬功治 (2017年-2018年)
- 枝村匠馬 (2018年)
- 喜田陽 (2019年)
- 前川大河 (2019年)
- 加藤大 (2019年途中)

- 鈴木惇 (2008年-2012年、2015年-2020年)
- 福満隆貴 (2020年)
- 松本泰志 (2020年)
- 増山朝陽 (2020年)
- 菊池大介 (2020年)
- 吉岡雅和 (2021年)
- 重廣卓也 (2020年-2022年途中)
- 杉本太郎 (2021年-2022年途中)
- 田邉草民 (2019年-2023年)
- 中村駿 (2021年途中-2023年)
- 井手口陽介 (2023年)
- 田中達也(2022年-2024年途中)
- 前寛之 (2020年-2024年)
- 平塚悠知 (2022年途中-2024年)

 アルゼンチン
- トログリオ[注釈 7] (1995年-1996年)
- マラドーナ (1995年-1996年)
- リエップ (1997年)
- カラセード (1997年)
- アレホ (2001年)
- ビスコンティ (2000年-2001年途中、2002年)

 ブラジル
- マルコス (1998年)
- フェルナンド (1998年-1999年)
- ラニエリ (1999年-2000年)
- アレックス (2003年-2007年)
- ホベルト (2004年-2006年)
- ウェリントン (2009年)
- モイゼス (2015年)
- ジウシーニョ (2017年)
- カウエ (2021年)

 ユーゴスラビア
- マスロバル (1999年)

 韓国
- 盧廷潤 (2001年-2002年)
- 張庭源 (2013年-2014年)
- ユ・インス (2018年)
- ウォン・ドゥジェ (2017年-2019年)

朝鮮籍
- 孫正倫 (2010年-2012年)

 ルーマニア
- バデア (2000年-2001年)

 オーストラリア
- タレイ[注釈 8] (2008年)

 マレーシア
- タム・シイアンツン (2014年)

 コロンビア
- ダニルソン (2016年-2017年途中)

 ベルギー
- ジョルディ・クルークス (2021年-2022年)

### フォワード (FW)
日本
- 岡田一隆 (1995年)
- 河村孝 (1995年)
- 篠永博之 (1995年)
- 舟越稔 (1995年)
- 簔口祐介 (1995年)
- 遠藤孝弘 (1995年-1996年)
- 久保山雅彦 (1995年-1996年)
- 冨嶋均 (1995年-1996年)
- 二井大二 (1995年-1996年)
- 竹元義幸 (1995年、1996年-1997年)
- 藤元大輔 (1996年-1997年)
- 佐々木丈文 (1997年-1998年)
- 上野優作 (1996年-1999年)
- 深川大樹 (1999年-2000年)
- 石田裕之 (2000年)
- 柿本倫明 (2000年)
- 松永一慶 (2000年)

- 山下芳輝 (1996年-2001年)
- 松原良香 (2001年)
- 服部浩紀 (2000年-2002年)
- 呂比須ワグナー (2001年-2002年)
- 河村優 (2002年)
- 江口倫司 (2000年-2003年)
- 山田祥史 (2000年-2003年)
- 福嶋洋 (2001年-2005年)
- 太田恵介 (2002年-2005年)
- 有光亮太 (2003年-2006年)
- 飯尾一慶 (2006年)
- 藪田光教 (2006年)
- 林祐征 (2002年-2007年)
- 宇野沢祐次 (2007年)
- 長谷川悠 (2007年)
- ハーフナー・マイク (2008年)
- 黒部光昭 (2008年-2009年)

- 大久保哲哉 (2008年-2010年)
- 大山恭平 (2008年-2010年)
- 田中佑昌 (2004年-2011年)
- 岡本英也 (2009年-2011年)
- 重松健太郎 (2011年)
- 高橋泰 (2009年-2012年)
- 吉原正人 (2010年-2012年)
- 西田剛 (2012年-2013年)
- 鍋田亜人夢 (2014年)
- 平井将生 (2014年-2016年)
- 邦本宜裕 (2015年-2017年途中)
- 坂田大輔 (2012年-2017年)
- 中原貴之 (2015年-2017年)
- 仲川輝人 (2017年途中)
- 崎村祐丞 (2017年-2018年)
- 松田力 (2017年-2019年)
- 村田和哉 (2019年途中)

- 森本貴幸 (2018年-2020年途中)
- 木戸皓貴 (2018年-2020年)
- 遠野大弥 (2020年)
- 石津大介 (2012年-2014年途中、2017年-2021年)
- 東家聡樹 (2020年、2022年)
- 渡大生 (2021年-2022年)
- 山岸祐也 (2020年途中-2023年)
- 佐藤凌我 (2023年-2024年)
- 金森健志 (2013年-2016年、2021年-2025年途中)

 アルゼンチン
- ピッコリ (1995年)
- ホルヘ (1995年)
- ロッシ[注釈 7] (1997年)
- モントージャ (2000年)
- ヴィラジョンガ (2001年)
- ビアージョ[注釈 7] (2001年)

 パラグアイ
- バエス (1996年)

 スペイン
- パブロ (1997年-1998年)
- フアンマ・デルガド (2020年-2022年)

 ナイジェリア
- オビク (1997年-1998年)

 セルビア
- デュカノヴィッチ (1998年)
- プノセバッチ (2013年-2014年)

 ボスニア・ヘルツェゴビナ
- アレン (2002年)

 オーストラリア
- グリフィス (2008年)

 コロンビア
- フェリクス・ミコルタ (2019年)

 韓国
- ヤン・ドンヒョン (2019年)

 カメルーン
- ジョン・マリ (2021年、2022年途中)

 ブラジル
- ベンチーニョ (2003年-2004年途中)
- エジウソン (2004年)
- グラウシオ (2005年-2006年途中)
- アレシャンドレ (2006年)
- バロン (2006年)
- ハファエル (2007年)
- リンコン (2007年)
- アレックス (2009年)
- ハマゾッチ[注釈 7] (2011年)
- サミル (2012年)

- オズマール (2012年途中-2013年途中)
- ウェリントン (2015年6月-2017年)
- ウィリアン・ポッピ (2017年)
- トゥーリオ・デ・メロ[注釈 9] (2018年)
- ドゥドゥ (2018年)
- レオミネイロ (2018年途中)
- ペドロ・ジュニオール (2019年途中[注釈 2])
- ブルーノ・メンデス (2021年)
- ルキアン (2022年-2023年)

## アカデミー出身者
- 1980年/1981年生
  - 井上孝浩 アビスパ福岡U-18→アビスパ福岡→七隈トンビーズ
  - 深川大樹 アビスパ福岡U-18→アビスパ福岡→AS.Laranja Kyoto
- 1981年/1982年生
  - 山田祥史 アビスパ福岡U-18→アビスパ福岡→大塚製薬サッカー部
  - 小井手翔太 YMCA福岡→福岡ドリームス→アビスパ福岡U-15→東海大五高校→福岡大学→サガン鳥栖→ガイナーレ鳥取→ ナコーンラーチャシーマーFC→グルージャ盛岡→奈良クラブ
- 1982年/1983年生
  - アレホ CAインデペンディエンテユース→アビスパ福岡U-18→アビスパ福岡→ ACDホセ・マヌエル・エストラーダ→ CBラモン・サンタマリーナ（スペイン語版）→ クルブ・グルーポ・ウニベルシタリオ・デ・タンディル（スペイン語版）
  - 福嶋洋 アビスパ福岡U-15→駒場高校→アビスパ福岡→ロッソ熊本→V・ファーレン長崎→カマタマーレ讃岐
  - 真子秀徳 アビスパ福岡U-15→東福岡高校→福岡教育大学→佐川急便大阪SC→ファジアーノ岡山
- 1984年/1985年生
  - 小川久範 アビスパ福岡U-15→アビスパ福岡U-18→アビスパ福岡→吉備国際大学
  - 首藤啓祐 アビスパ福岡U-18→アビスパ福岡→ロッソ熊本→V・ファーレン長崎→福島ユナイテッドFC→ホンダロックSC
- 1985年/1986年生
  - 田中佑昌 八女FC→八女FCJY→アビスパ福岡U-18→アビスパ福岡→ジェフユナイテッド千葉→ヴァンフォーレ甲府→カターレ富山
- 1987年/1988年生
  - 多久島顕悟 勢門ウイングス→アビスパ福岡U-15→九州産業大学附属九州高校→アビスパ福岡U-18→アビスパ福岡→レノファ山口FC→ ボニーリグ・ホワイト・イーグルスFC（英語版）→ シドニー・ユニヴァーシティーSFC（英語版）→ WKSプジェブイ・ヴォルブロム（ポーランド語版）→ シャーラ・ユナイテッドFC（マルタ語版）→ FCドルンドルフ→ SVロート＝ヴァイス・ハーダマル（ドイツ語版）
  - 安田忠臣 フォレスト東月隈FC→大野城FC→アビスパ福岡U-18→アビスパ福岡→レノファ山口FC
  - 中津留奨吾アビスパ福岡U-15→ アビスパ福岡U-18→福岡大学→V・ファーレン長崎→藤枝MYFC
- 1988年/1989年
  - 安川有 わかばFC→アビスパ福岡U-18→同志社大学→大分トリニータ→松本山雅FC
  - 平山照晃 アビスパ福岡U-18→中京大学→Honda FC
- 1989年/1990年生
  - 鈴木惇 湊坂FC→アビスパ福岡U-12→アビスパ福岡U-15→アビスパ福岡U-18→アビスパ福岡→東京ヴェルディ→アビスパ福岡→大分トリニータ→アビスパ福岡→藤枝MYFC→ FKスードゥヴァ・マリヤンポレ
  - 大山恭平 槻田FC→小倉南FC→アビスパ福岡U-18→アビスパ福岡→レノファ山口FC
- 1990年/1991年生
  - 笠川永太 和白東サッカースポーツ少年団→アビスパ福岡U-15→アビスパ福岡U-18→アビスパ福岡→ アルビレックス新潟シンガポール
  - 坂井達弥 香椎東少年サッカークラブ→アビスパ福岡U-12→アビスパ福岡U-15→東福岡高校→鹿屋体育大学→サガン鳥栖→松本山雅FC→サガン鳥栖→V・ファーレン長崎→大分トリニータ→モンテディオ山形→ サムットプラーカーン・シティFC→ ネイビーFC
  - 田中智大 川崎FC U-12→川崎FC U-15→アビスパ福岡U-18→福岡大学→FC岐阜SECOND→FC岐阜→ガイナーレ鳥取→ブラウブリッツ秋田→カターレ富山
- 1991年/1992年生
  - 吉原正人 アビスパ福岡U-18→アビスパ福岡→ アレマニア・アーヘン→ プノンペンFC/カンボジアン・タイガーFC
  - 孫正倫 ミレニオ・アスレティッククラブU-15→アビスパ福岡U-18→アビスパ福岡→レノファ山口FC→FCバレイン下関
- 1992年/1993年生
  - 牛之濵拓 アビスパ福岡U-12→アビスパ福岡U-15→アビスパ福岡U-18→アビスパ福岡→グルージャ盛岡→栃木SC→鹿児島ユナイテッドFC→ガイナーレ鳥取
  - 浦紘史 アビスパ福岡U-18→佐賀大学→レノファ山口FC→FCティアモ枚方→京都紫光サッカークラブ#京都紫光サッカークラブ
  - 菊本侑希 レオーネ山口U-12→レオーネ山口U-15→アビスパ福岡U-18→中京大学→レノファ山口FC→ブリオベッカ浦安→レストライザック北浦FCパイン（フットサル）→広島エフ・ドゥ（フットサル）→ リーガ・ドス・アミーゴス・デ・アグアーダ・デ・シーマ→ キングストン・シティFC（英語版）
  - 田中達也 Y-EAST FC→アビスパ福岡U-15→東福岡高校→九州産業大学→ロアッソ熊本→FC岐阜→ロアッソ熊本→ガンバ大阪→大分トリニータ→浦和レッズ→アビスパ福岡
  - 松内徹 大川レオーネ→FC大川→アビスパ福岡U-15→東福岡高校→FC琉球
- 1994年/1995年生
  - 川上竜 FUKUOKA壱岐FC U-12→アビスパ福岡U-15→アビスパ福岡U-18→福岡大学→福島ユナイテッドFC→ギラヴァンツ北九州→SC相模原→FC岐阜
  - 前田央樹 アビスパ福岡U-12→アビスパ福岡U-15→アビスパ福岡U-18→FC琉球→ギラヴァンツ北九州→ヴェルスパ大分→FCマルヤス岡崎
  - 三島勇太 医生丘SC→アビスパ福岡U-15→アビスパ福岡U-18→アビスパ福岡→テゲバジャーロ宮崎→ ハーン・フンス・エルチムFC→ アーントーンFC→ ハーン・フンス・エルチムFC
  - 光永祐也 西高宮FC→アビスパ福岡U-15→アビスパ福岡U-18→アビスパ福岡→AC長野パルセイロ→アスルクラロ沼津→ロアッソ熊本→藤枝MYFC→ザスパクサツ群馬→VONDS市原→ザスパクサツ群馬→品川CC横浜
- 1995年生/1996年生
  - 佐々木亜門 舞の里FC→アビスパ福岡U-15→アビスパ福岡U-18→福岡大学→ヴィアティン三重→東京武蔵野シティFC
  - 最上川祐輝 高木瀬ジョガドール→ディアマントFC鹿児島→アビスパ福岡U-18→鹿屋体育大学→ヴェルスパ大分
- 1996年/1997年生
  - 中島賢星 横須賀シーガルスFCジュニア→横浜F・マリノスプライマリー追浜→バディFCジュニア→アビスパ福岡U-15→東福岡高校→横浜F・マリノス→FC岐阜→横浜F・マリノス→FC岐阜→SC相模原→奈良クラブ
  - 町田蘭次郎 ストリートSC→アビスパ福岡U-15→アビスパ福岡U-18→阪南大学→FC大阪/F.C.大阪/FC大阪→ラインメール青森FC→ヴィアティン三重
  - 木藤舜介 アビスパ福岡U-15→東福岡高校→立命館大学→FC大阪→JAPANサッカーカレッジ→品川CC横浜
- 1997年/1998年生
  - 冨安健洋 三筑キッカーズ→アビスパ福岡U-15→アビスパ福岡U-18→アビスパ福岡→ シント＝トロイデンVV→ ボローニャFC→ アーセナルFC
  - 東家聡樹 熊本ユナイテッドSCベルドーラ→FC上西郷WEST KIDS DUEL→アビスパ福岡U-15→アビスパ福岡U-18→中京大学→アビスパ福岡→FC今治→アビスパ福岡→高知ユナイテッドSC
- 1998年/1999年生
  - 崎村祐丞 千代SC→アビスパ福岡U-15→アビスパ福岡U-18→アビスパ福岡
  - 杉山直宏 折尾FC→アビスパ福岡U-15→大津高校→順天堂大学→ロアッソ熊本→ガンバ大阪→モンテディオ山形→ジェフユナイテッド千葉
  - 濱口功聖 FC上西郷WEST KIDS DUEL→アビスパ福岡U-15→アビスパ福岡U-18→鹿屋体育大学→鹿児島ユナイテッドFC→ヴェロスクロノス都農
- 2000年/2001年生
  - 北島祐二 小郡東野SC→アビスパ福岡U-15→アビスパ福岡U-18→アビスパ福岡→東京ヴェルディ
  - 桑原海人 三宅SSC→アビスパ福岡U-15→アビスパ福岡U-18→アビスパ福岡→レノファ山口FC→鈴鹿ポイントゲッターズ/アトレチコ鈴鹿クラブ→ミネベアミツミFC
- 2002年/2003年生
  - 川西翼 ソレッソ熊本→アビスパ福岡U-15→九州国際大学付属高校→ アルビレックス新潟シンガポール
  - 石井稜真 DFC JETS→カミーリア筑紫野→アビスパ福岡U-18→法政大学→福島ユナイテッドFC

## 2種登録選手
- 2007年
  - 鈴木惇（MF）→進路：アビスパ福岡
- 2009年
  - 吉原正人（FW）→進路：アビスパ福岡
  - 大岩根優作（GK）
- 2010年
  - 大岩根優作（GK）→進路：福岡大学
- 2011年
  - 朝川知樹（GK）
- 2013年
  - 川島大輝（GK）→進路：東京経済大学
  - 光永祐也（DF）→進路:アビスパ福岡
- 2015年
  - 間嶋佑弥（GK）
  - 冨安健洋（DF）→進路:アビスパ福岡（現在： アーセナルFC）
- 2016年
  - 間嶋佑弥（GK）
  - 佐藤幹太（GK）→進路：関東学院大学
- 2018年
  - 北島祐二（MF）→進路：アビスパ福岡
  - 桑原海人（DF）→進路：アビスパ福岡
- 2019年
  - 桜木亮太（GK）
  - 吉村銀河（DF）

## 特別指定選手
- 1998年
  - 千代反田充（東福岡高校/DF）→進路：筑波大学
- 1999年
  - 山形恭平（東福岡高校/MF）→進路：サンフレッチェ広島
  - 八田康介（柳川高校/DF）→進路：サンフレッチェ広島
- 2000年
  - 荒木慎介（東福岡高校/MF）→進路：中央大学
  - 大久保嘉人（国見高校/MF）→進路：セレッソ大阪
  - 田原豊（鹿児島実業高校/FW）→進路：横浜F・マリノス
- 2001年
  - 徳重健太（国見高校/GK）→進路：浦和レッズ（現在：愛媛FC所属）
  - 蒲原達也（国見高校/MF）→進路：国士舘大学
- 2008年 - 2009年
  - 宮路洋輔（福岡大学/DF）→進路:アビスパ福岡
- 2009年
  - 永井謙佑（福岡大学/FW）→進路：名古屋グランパス（現在：名古屋グランパス所属）
- 2010年 - 2011年
  - 石津大介（福岡大学/FW）→進路：アビスパ福岡（現在：テゲバジャーロ宮崎所属）
- 2012年
  - 金森健志（筑陽学園高校/FW）→進路：アビスパ福岡
- 2014年
  - 田村友（福岡大学/MF）→進路：アビスパ福岡
- 2015年
  - 木本恭生（福岡大学/DF）→進路：セレッソ大阪（現在：FC東京所属）
- 2021年 - 2022年
  - 鶴野怜樹（福岡大学/FW）→進路：アビスパ福岡
- 2023年
  - 菅沼一晃（福岡大学/GK）→進路：アビスパ福岡
- 2024年
  - 橋本悠（福岡大学/DF）→進路：アビスパ福岡
- 2025年
  - 佐藤颯之介（宮崎産業経営大学/FW）→進路：アビスパ福岡